# Piero Bonsi
Piero Bonsi (Firenze, 15 aprile 1631 – Montpellier, 11 luglio 1703) è stato un cardinale e ambasciatore italiano naturalizzato francese.

## Biografia

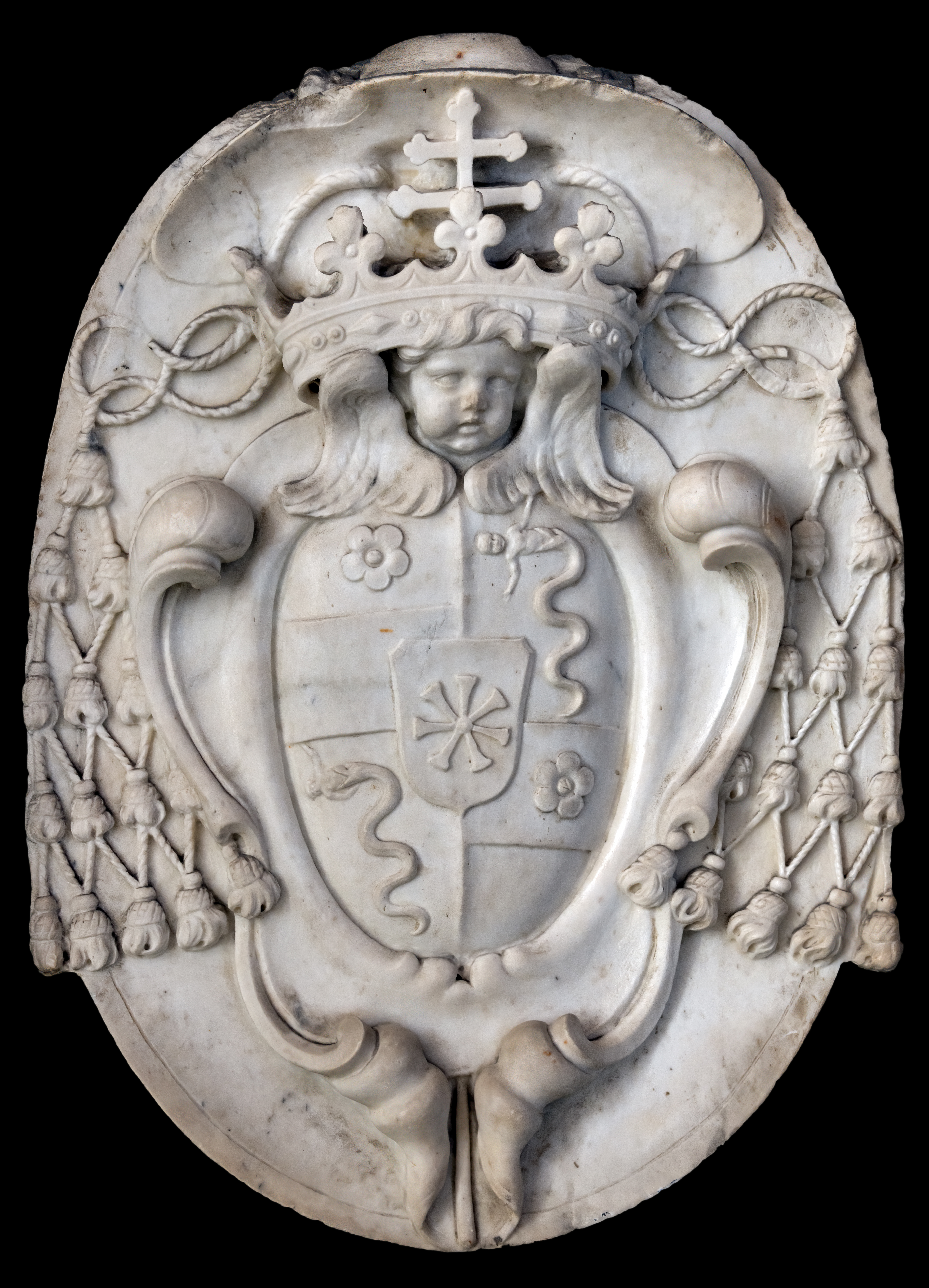
Stemma di Piero Bonsi - Scala del palazzo degli arcivescovi di Narbonne

Piero Bonsi è figlio di Francesco, conte Bonsi della Ruota, senatore di Firenze, ministro del re a Mantova, e di Cristina, contessa di Riario. La madre era discendente di Caterina Sforza e di Bianca Maria Visconti; i Riario erano anche alleati dei Della Rovere di Savona.
Naturalizzato francese nell'aprile 1637, fece i suoi studi presso lo zio Clemente Bonsi, vescovo di Béziers, che lo indusse, nonostante una certa riluttanza, alla carriera ecclesiastica. Il 7 giugno 1660 fu eletto vescovo di Béziers e fu il quinto membro della sua famiglia ad avere quella cattedra episcopale. Ebbe poi numerosi incarichi diplomatici da parte del regno di Francia, che lo inviò ambasciatore in Toscana, a Venezia, in Polonia e in Spagna.

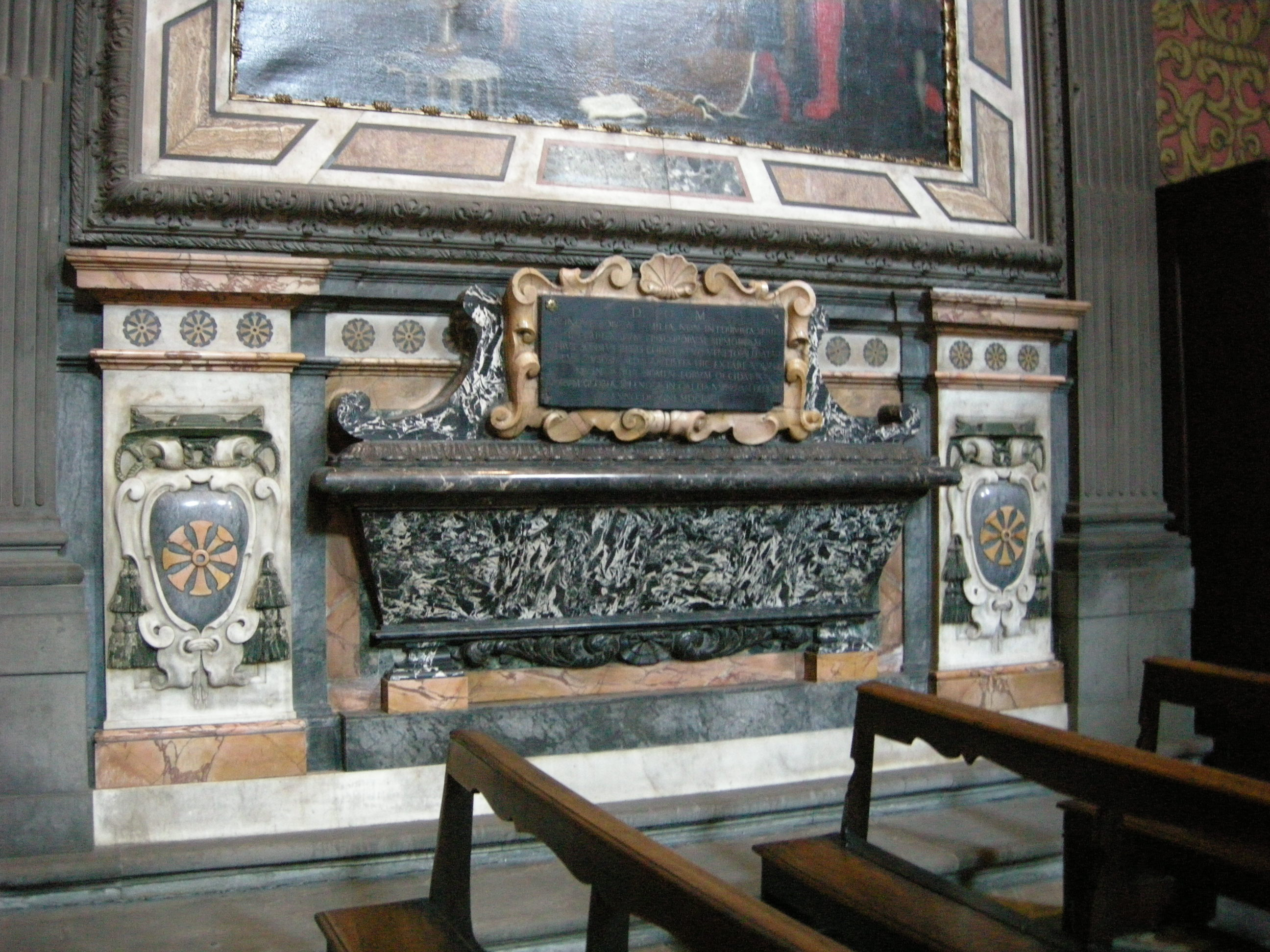
Tomba di Piero Bonsi nella Chiesa dei Santi Michele e Gaetano, a Firenze

Il 28 settembre 1671 fu promosso arcivescovo di Tolosa. Il 22 febbraio 1672 papa Clemente X lo creò cardinale. Non ricevette un titolo cardinalizio fino al 19 ottobre 1676, quando ebbe il titolo di Sant'Onofrio. Intanto il 12 marzo 1674 era stato trasferito all'arcidiocesi di Narbona. Il 19 ottobre 1689 optò per il titolo di San Pietro in Vincoli e il 28 novembre dello stesso anno per il titolo di Sant'Eusebio.
Dal 1693 soffrì di epilessia. Partecipò ai conclavi del 1676, del 1689 e del 1691, che elessero papa Innocenzo XI, papa Alessandro VIII e papa Innocenzo XII. Non partecipò invece al conclave del 1700 che elesse papa Clemente XI. Morì a Montpellier e fu sepolto nella cattedrale di Narbona.

## Genealogia episcopale e successione apostolica
La genealogia episcopale è:
- Arcivescovo Filippo Archinto
- Papa Pio IV
- Cardinale Giovanni Antonio Serbelloni
- Cardinale Carlo Borromeo
- Cardinale Gabriele Paleotti
- Cardinale Ludovico de Torres
- Cardinale Guido Bentivoglio d'Aragona
- Arcivescovo Claude de Rebé
- Vescovo François de Bosquet
- Cardinale Piero Bonsi

La successione apostolica è:
- Arcivescovo Michel Phélypeaux de La Vrillière (1676)
- Vescovo Charles de Pradel (1676)
- Vescovo François de Barthélemy de Gramont de Lanta (1677)
- Vescovo Louis-Alphonse de Valbelle (1680)
- Vescovo Valentin Esprit Fléchier (1692)
- Arcivescovo Augustin de Maupeou (1694)
- Vescovo François Chevalier de Saulx (1694)

## Ascendenza
|                                    |                               |                                        | Genitori                           |  |  | Nonni |  |  | Bisnonni       |  |  | Trisnonni     |  |
|                                    |                               |                                        |                                    |  |  |       |  |  | Domenico Bonsi |  |  | Roberto Bonsi |  |
|                                    |                               |                                        |                                    |  |  |       |  |  | Domenico Bonsi |  |  | Roberto Bonsi |  |
|                                    |                               | Lisabetta Soderini                     |                                    |  |  |       |  |  | Domenico Bonsi |  |  |               |  |
| Pietro Bonsi                       |                               |                                        |                                    |  |  |       |  |  | Domenico Bonsi |  |  |               |  |
|                                    |                               | Costanza Vettori                       | Piero Vettori                      |  |  |       |  |  |                |  |  |               |  |
|                                    |                               | Costanza Vettori                       | Piero Vettori                      |  |  |       |  |  |                |  |  |               |  |
|                                    |                               | Costanza Vettori                       | Maddalena "Lena" de' Medici        |  |  |       |  |  |                |  |  |               |  |
| Francesco Bonsi, conte della Ruota |                               | Costanza Vettori                       |                                    |  |  |       |  |  |                |  |  |               |  |
|                                    |                               | Giovanni Mannelli                      | Matteo Mannelli                    |  |  |       |  |  |                |  |  |               |  |
|                                    |                               | Giovanni Mannelli                      | Matteo Mannelli                    |  |  |       |  |  |                |  |  |               |  |
|                                    |                               | Giovanni Mannelli                      | Lucrezia Cavalcanti                |  |  |       |  |  |                |  |  |               |  |
| Lucrezia Mannelli                  |                               | Giovanni Mannelli                      |                                    |  |  |       |  |  |                |  |  |               |  |
|                                    |                               | Maria Guadagni                         | Filippo Guadagni                   |  |  |       |  |  |                |  |  |               |  |
|                                    |                               | Maria Guadagni                         | Filippo Guadagni                   |  |  |       |  |  |                |  |  |               |  |
|                                    |                               | Maria Guadagni                         | Maddalena Bandini                  |  |  |       |  |  |                |  |  |               |  |
| Piero Bonsi                        |                               | Maria Guadagni                         |                                    |  |  |       |  |  |                |  |  |               |  |
|                                    | Ercole Riario, conte palatino | Giulio Riario                          |                                    |  |  |       |  |  |                |  |  |               |  |
|                                    | Ercole Riario, conte palatino | Giulio Riario                          |                                    |  |  |       |  |  |                |  |  |               |  |
|                                    | Ercole Riario, conte palatino | Isabella Pepoli                        |                                    |  |  |       |  |  |                |  |  |               |  |
| Giulio Riario                      | Ercole Riario, conte palatino |                                        |                                    |  |  |       |  |  |                |  |  |               |  |
|                                    |                               | Ginevra Malvezzi                       | Ercole II Malvezzi, conte di Dozza |  |  |       |  |  |                |  |  |               |  |
|                                    |                               | Ginevra Malvezzi                       | Ercole II Malvezzi, conte di Dozza |  |  |       |  |  |                |  |  |               |  |
|                                    |                               | Ginevra Malvezzi                       | Livia Malvezzi                     |  |  |       |  |  |                |  |  |               |  |
| Cristina Riario                    |                               | Ginevra Malvezzi                       |                                    |  |  |       |  |  |                |  |  |               |  |
|                                    |                               | Giuliano Ricasoli, patrizio fiorentino | …                                  |  |  |       |  |  |                |  |  |               |  |
|                                    |                               | Giuliano Ricasoli, patrizio fiorentino | …                                  |  |  |       |  |  |                |  |  |               |  |
|                                    |                               | Giuliano Ricasoli, patrizio fiorentino | …                                  |  |  |       |  |  |                |  |  |               |  |
| Caterina Ricasoli                  |                               | Giuliano Ricasoli, patrizio fiorentino |                                    |  |  |       |  |  |                |  |  |               |  |
|                                    |                               | …                                      | …                                  |  |  |       |  |  |                |  |  |               |  |
|                                    |                               | …                                      | …                                  |  |  |       |  |  |                |  |  |               |  |
|                                    |                               | …                                      | …                                  |  |  |       |  |  |                |  |  |               |  |
|                                    |                               | …                                      |                                    |  |  |       |  |  |                |  |  |               |  |